# Niżnie Jarząbkowe Siodełko
Niżnie Jarząbkowe Siodełko (słow. Nižné Jariabkovo sedielko, ok. 1730 m) – przełączka w masywie Młynarza w słowackich Tatrach Wysokich. Znajduje się w dolnej części południowo-wschodniej grani Jarząbkowego Zwornika opadającej do Doliny Białej Wody. Grań ta oddziela Młynarzowy Żleb od Jarząbkowego Żlebu. Na północ, do Jarząbkowego Żlebu opada z Niżniego Jarząbkowego Siodełka niezbyt stromy, częściowo trawiasty, częściowo kosodrzewinowy stok. Zbocze opadające na południe, do Młynarzowego Żlebu, jest bardzo strome i w najwyższej części porośnięte trudnym do przebycia gąszczem kosodrzewiny. Około 40 m poniżej przełączki jest podcięte kruchą ścianka o wysokości około 60 m. W odległości kilkunastu metrów po wschodniej stronie przełączki wśród kosodrzewiny znajdują się Jarząbkowe Skałki. Po zachodniej stronie przełączki wznosi się wąski i mało stromy grzbiet, który po kilkudziesięciu metrach wrasta w urwistą ścianę na wschodnim przedłużeniu Młynarzowej Strażnicy. Jego grań zarasta kosodrzewina.
Autorem nazwy przełączki jest Władysław Cywiński. Na przełączkę tę łatwo można wejść trawiastym podejściem z Jarząbkowego Żlebu. Masyw Młynarza jest jednak zamknięty dla turystów i taterników (obszar ochrony ścisłej Tatrzańskiego Parku Narodowego). Wspinaczka dopuszczalna jest tylko w masywie Małego Młynarza od 21 grudnia do 20 marca.